# ZSZU–57–2

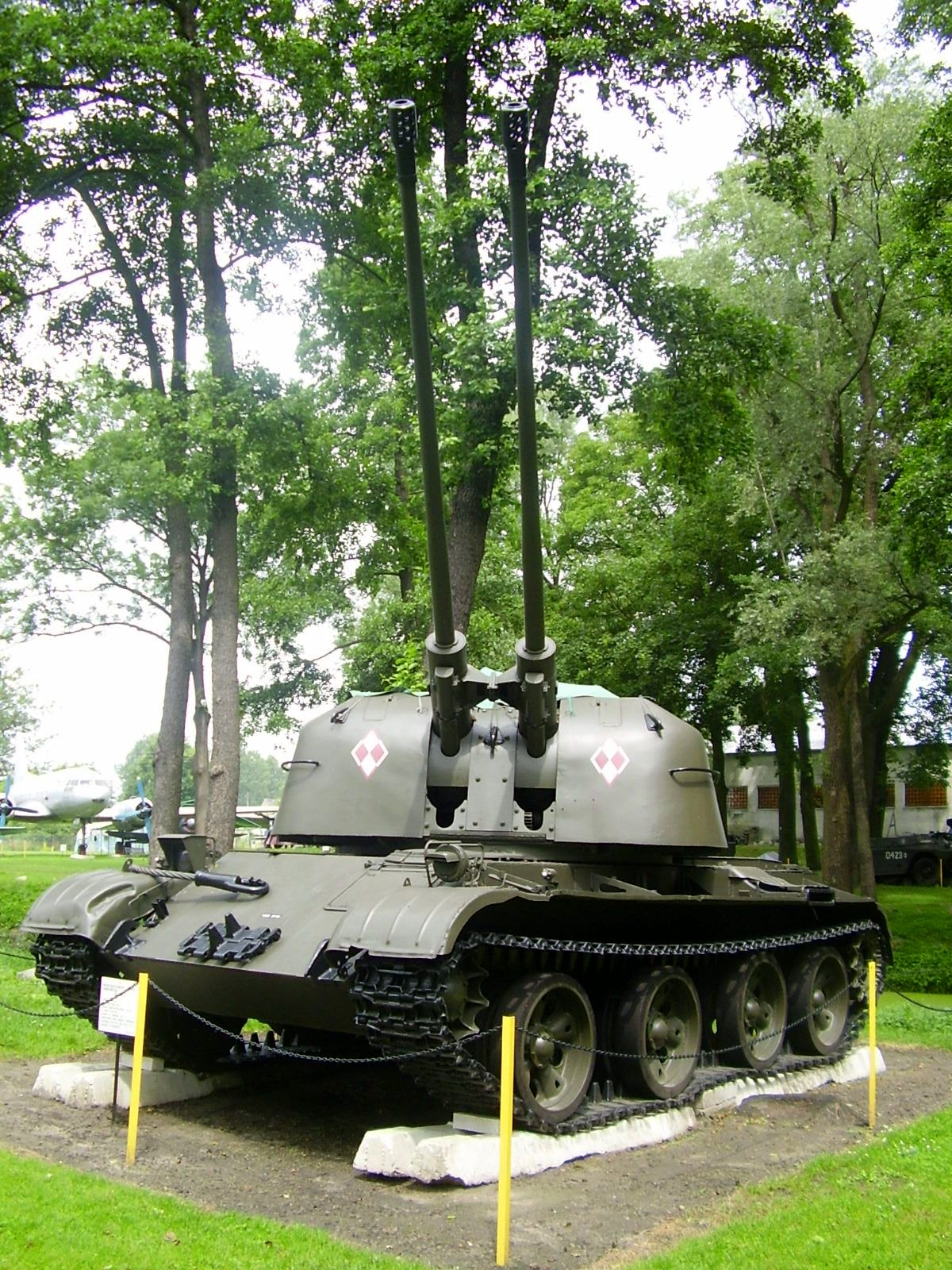
Egy kiállított jármű a nyugat-lengyelországi Drzonówban, a Lubusi Katonai Múzeumban

A ZSZU–57–2 önjáró légvédelmi gépágyú, a második világháborút követően a Szovjet Hadsereg első jelentős mennyiségben alkalmazott önjáró légvédelmi lövege.

## Története
A típus alvázát a T–54 közepes harckocsiból alakították ki, viszont a páncélzatát mérsékelték és az alváz hossza is rövidült. A járművön az 57 mm-es SZ–60 légvédelmi ágyú ikercsövű változatát, az SZ–68-t használták, amelyet a Krasznojarszki Gépgyár gyártott. Nagyméretű tornya felülről nyitott volt. Mivel a páncélzat csökkent, a fajlagos teljesítmény nőtt. A hatótávolságát megnövelték két pótlólagosan beszerelt üzemanyagtartály segítségével. Ezek a változtatások jelentős hatótávolságot és jó mozgékonyságot biztosítottak a járműnek. A típus tűzgyorsasága 70 lövés/perc körül mozgott, az  üres töltényhüvelyeket pedig a torony hátsó részében lévő drótkosárba juttatták egy szállítószalag segítségével. A típust a Varsói Szerződés államai mellett exportálták Észak-Afrikába, a Közel-Keletre és Vietnámba is. A szír erők nagy számban alkalmazták 1982-ben a libanoni összecsapásokban az izraeliek ellen, illetve a délszláv háborúban is.

## Műszaki adatok
- Gyártó: Szovjetunió
- Személyzet: 6 fő
- Tömeg: 28 100 kg
- Méretek: hosszúság 8,48 m; szélesség 3,27 m; magasság: 2,75 m;
- Hatótávolság: 420 km
- Páncélzat: 15 mm
- Fegyverzet: SZ–68 57 mm-es ikercsövű légvédelmi ágyú
- Motor: egy 520 LE (388 kW) teljesítményű V–54 típusú dízelmotor
- Teljesítmény: maximális sebessége úton 50 km/h

## Külső hivatkozások
- Fotógaléria lengyel ZSZU–57–2-ről (4 lap) – jadar.com.pl